# NGC 5001
NGC 5001 is een balkspiraalstelsel in het sterrenbeeld Grote Beer. Het hemelobject werd op 1 mei 1831 ontdekt door de Britse astronoom John Herschel.

## Synoniemen
- UGC 8243
- MCG 9-22-22
- ZWG 271.20
- PGC 45631
- IRAS13074+5345